# Фанні Дюрек
Фанні Дюрек (англ. Fanny Durack, 27 жовтня 1889 — 20 березня 1956) — австралійська плавчиня.
Олімпійська чемпіонка 1912 року.